# Jitzchak Waknin

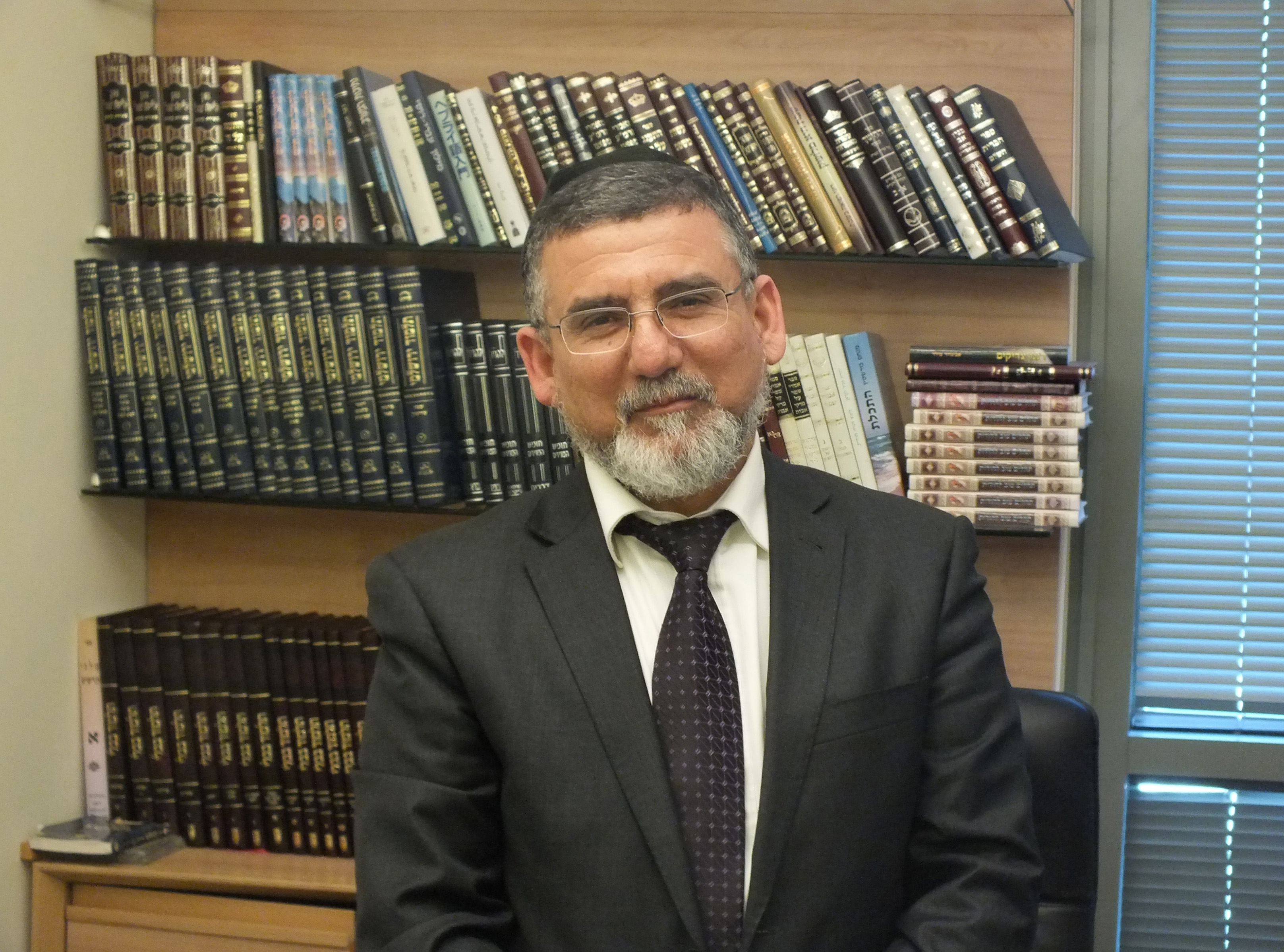
Jitzchak Waknin

Jitzchak Waknin (hebräisch יצחק וקנין‎; * 12. Mai 1958) ist ein israelischer Politiker der sephardisch-ultra-orthodoxen Schas-Partei.

## Leben
Jitzchak Waknin arbeitete als Beamter in Kommunalverwaltungen. Von 1982 bis 1987 war er in der Verwaltung von Gornot HaGalil (hebräisch גָּרְנוֹת הַגָּלִיל) tätig, von 1988 bis 1996 in der Verwaltung von Ja'ara (hebräisch יַעֲרָה) bei Ma’alot und von 1988 bis 1993 in der Verwaltung der Mo'aza Asorit Ma'aleh Josef (hebräisch מועצה אזורית מעלה יוסף), einem Regionalverband zwischen Ma’alot und Schelomi.
Er war als Abgeordneter des Schas vom 5. August 1999 bis zum 11. Juli 2000 stellvertretender Kommunikationsminister. Als Abgeordneter der Schas war er vom 2. Mai 2001 bis zum 20. Mai 2002 bzw. vom 3. Juni 2002 bis zum 28. Februar 2003 stellvertretender Wohlfahrtsminister. Vom 1. Januar 2019 bis 17. Mai 2020 amtierte er als Minister für Dienstleistungen zur Religionsausübung.
Waknin ist verheiratet und hat fünf Kinder.